# Poutre à âme pleine

Poutre à âme pleine

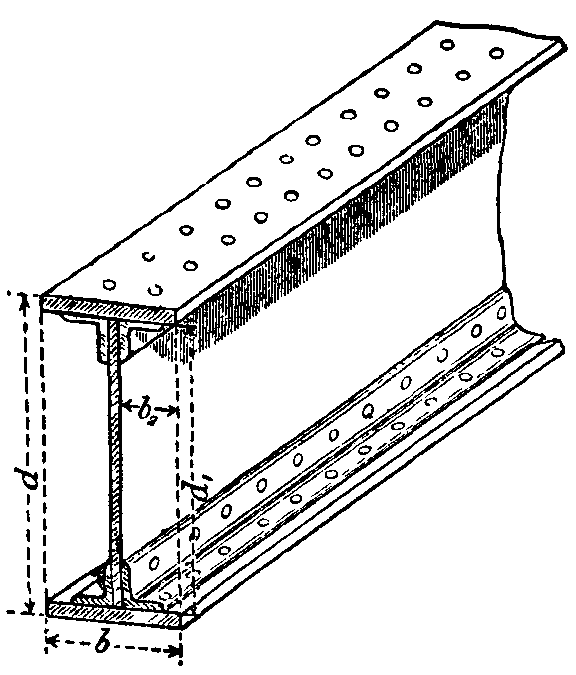
Poutre à âme pleine historique

Une poutre à âme pleine est une poutre constituée d'une âme verticale ininterrompue (à âme pleine) et d'ailes ou semelles supérieures et inférieures horizontales, utilisée en particulier dans les ponts en acier, dans la construction de planchers en acier et dans les systèmes de grues. Les poutres à âme pleine peuvent être des profils en acier laminé à section standardisée ou des poutres en tôle composées de pièces individuelles (généralement soudées, moins souvent vissées, auparavant souvent rivetées) et dont les dimensions (épaisseurs de tôle, hauteur de l'âme, largeur des ailes) peuvent être sélectionnées en fonction des exigences de conception . Les poutres en tôle sont souvent raidies et renforcées par des raidisseurs et des nervures soudés,. La hauteur de l'âme peut être rendue variable.
Dans les ponts, des poutres à âme pleine sont généralement utilisées avec la dalle de roulement au dessus afin de ne pas restreindre la vue de l'utilisateur. Dans le cas des ponts ferroviaires à travées courtes, il existe également des ponts en auge avec des voies passant entre les poutres.
Les poutres à âme pleine se retrouvent également utilisées dans la construction en bois, comme supports pour les toits des halls, dans les structures en aluminium et dans les ponts en béton armé ; cependant les poutres-caisson sont généralement l'option la moins chère.
En ingénierie des structures, les poutres à âme pleine sont considérées comme des poutres et sont conçues selon la théorie des poutres. Contrairement aux poutres en treillis, dont le calcul se concentre sur les forces de traction et de compression dans les barres individuelles de la structure, avec les poutres à âme pleine comme pour toutes les poutres, les déformations longitudinales, de flexion et transversales ainsi que la ligne élastique (de) doivent être calculées.
Les grands ponts dotés de poutres pleines sont par exemple le
- Pont Kennedy (1949) à Bonn avec une travée de 196 moi,
- Pont Theodor Heuss (1950) près de Frankenthal (Palatinat) avec 161 moi,
- Pont Rudolf von Habsburg (de) (1971), qui enjambe le Rhin près de Germersheim avec une travée de 165 m.